# Арония
Аронията (Aronia) e род растения от семейство Розови (Rosaceae). Общо в света се наброяват 15 вида арония. Освен това са създадени и множество декоративни хибриди.

## Описание
Аронията е многогодишен храст с височина 1,5 до 3 m. В първите 3 – 4 години младите храсти са компактни, а след това достигат до 2 m в диаметър.
 В източните региони на Северна Америка се срещат следните видове, наречени според цвета на зрелия плод:

### Червена арония
Червената арония, Aronia arbutifolia (Photinia pyrifolia), достига височина 2 до 4 m, рядко до 6 m и около 1 – 2 m ширина. Листата са 5 до 8 cm широки и гъсто овласени от долната страна. Цветовете са бели или бледо розови, 1 cm широки, с жлезисти чашелистчета. Плодът е червен, 4 – 10 mm и издържа до зимата.

### Черна арония
Черна арония, Aronia melanocarpa (Photinia melanocarpa), обикновено е по-малка, рядко превишава 1 m височина и 3 m ширина, лесно се разпространява чрез коренови издънки. Листата са по-дребни, не повече от 6-cm широки, с жлези по края на листните зъбчета и неовласени от долната страна. Цветовете са бели, 1.5 cm широки, с неовласени чашелистчета. Плодът е черен, 6 – 9 mm широк, не издържа до зимата.

### Пурпурна арония
Пурпурна арония очевидно произлиза от хибридизация на черна и червена арония, но по-точно е да се смята за отделен вид, отколкото за хибрид . Листата са умерено овласени от долната страна. По повърхността на чашелистчетата има малко или никакви жлези. Плодът е тъмнопърпурен до черен, 7 – 10 mm широк и не издържа до зимата. Съшествуват популации на пурпурна арония, които се самопоодържат независими от двата родителски вида, включително в Северна Германия, където никой от родителските видове не се среща. Това кара ботаника Алън Уийкли (Alan Weakley) да смята, че това е по-скоро отделен вид отколкото хибрид. Ареалът на пурпурната арония е приблизително като този на черната.